# 马塞尔·费斯勒
马塞尔·费斯勒（德語：Marcel Fässler，1959年2月21日—），瑞士男子雪车运动员。他曾代表瑞士参加1988年冬季奥林匹克运动会雪车比赛，联同埃克哈德·法塞尔、库尔特·迈尔和维尔纳·施托克尔获得男子四人金牌。